# 陆延青
陆延青（1971年1月—），男，江苏如皋人，中国凝聚态物理学家，南京大学现代工程与应用科学学院教授，长江学者奖励计划特聘教授，现任南京大学副校长。

## 生平
1987年，陆延青进入南京大学物理系学习。1996年获得凝聚态物理博士学位，导师闵乃本院士。